# Chris Wright
Christopher Allen Wright (* 15. ledna 1965) je americký podnikatel a politik, od února 2025 ministr energetiky Spojených států amerických ve druhé vládě Donalda Trumpa. Před svým jmenováním do této funkce byl výkonným ředitelem Liberty Energy, druhé největší severoamerické společnosti zabývající se hydraulickým štěpením, a působil ve správních radách mnoha společností, včetně Oklo Inc. zabývající se jadernými technologiemi.
Dne 16. listopadu 2024 jej zvolený prezident Trump nominoval na post ministra energetiky. Dne 3. února 2025 jeho nominaci schválil Senát poměrem hlasů 59:38 a ještě téhož dne složil přísahu.

## Mládí a vzdělání
Narodil se 15. ledna 1965 a vyrůstal v Coloradu. Získal bakalářský titul v oboru strojní inženýrství a magisterský titul z elektrotechniky na Massachusettském technologickém institutu (MIT). Mimo jiné vystudoval elektrotechniku na Kalifornské univerzitě v Berkeley.

## Kariéra

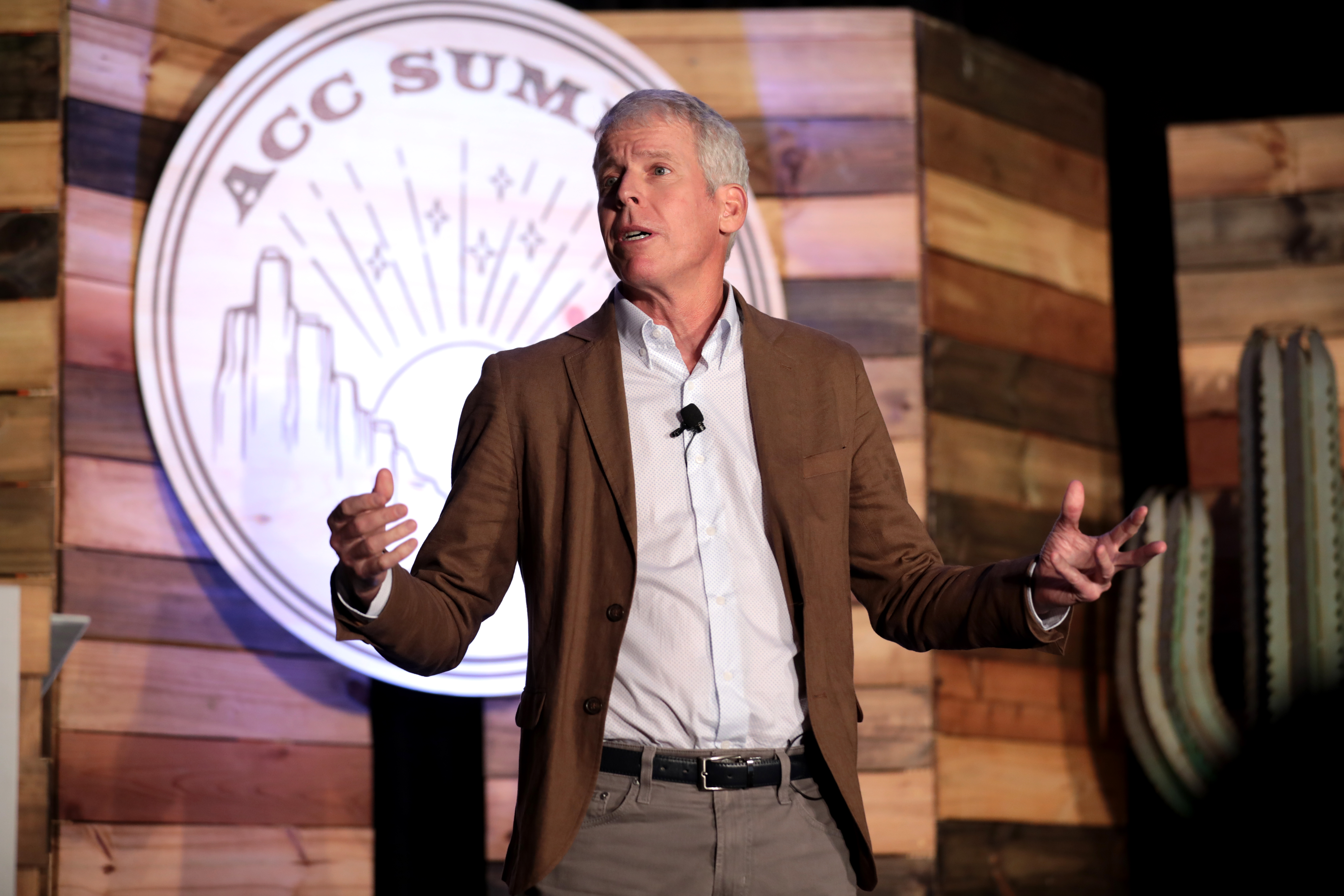
Wright v roce 2023

V roce 1992 založil společnost Pinnacle Technologies, která se zabývá komerční těžbou břidlicového plynu metodou hydraulického štěpení (frakování), a do roku 2006 byl jejím výkonným ředitelem. Byl také předsedou představenstva společnosti Stroud Energy (nyní Stroud Exploration Company) zabývající se těžbou břidlicového plynu, než ji v roce 2006 prodal. V roce 2011 založil společnost Liberty Energy. Podle deníku The Wall Street Journal měla společnost v únoru 2023 hodnotu 2,8 miliardy dolarů. Jako výkonný ředitel této společnosti si v roce 2023 přišel na 5,6 miliard dolarů.
V roce 2019 se napil tekuté směsi používané při hydraulickém štěpení, aby prokázal, že není nebezpečná. V roce 2023 řekl, že „neexistuje žádná klimatická krize a že nejsme uprostřed energetické transformace“. Mimo jiné dodal, že klimatické hnutí na celém světě se „hroutí pod vlastní vahou“ a že termín „uhlíkové znečištění“ je zavádějící.

### Ministr energetiky
Dne 15. listopadu 2024 deník Financial Times napsal, že Wright je nejpravděpodobnějším kandidátem na post ministra energetiky Spojených států ve druhé vládě Donalda Trumpa. Řada Trumpových spojenců tento krok podpořila, přičemž republikánský senátor John Barrasso popsal Wrighta jako „energetického inovátora“. Následující den jej Trump nominoval na post ministra energetiky. Senátní výbor pro energetiku a přírodní zdroje schválil jeho nominaci 23. ledna 2025 poměrem hlasů 15:6. Dne 3. února jeho nominaci schválil Senát poměrem hlasů 59:38 a ještě téhož dne složil přísahu.